# Yalıntaş, Karakoçan
Yalıntaş là một xã thuộc huyện Karakoçan, tỉnh Elâzığ, Thổ Nhĩ Kỳ. Dân số thời điểm năm 2011 là 58 người.